# Ферри де Вернёй
Ферри де Вернёй (фр. Ferry de Verneuil; ум. 1283?) — французский военачальник, маршал Франции.
Согласно отцу Ансельму и другим старинным авторам, был маршалом Франции в 1272 году. Упоминается в этом качестве в регистре парижской счетной палаты — в том году он проводил смотр сеньоров, собравшихся в Туре по приказу короля Филиппа III Смелого.
Секретарь Пинар оспаривает эту датировку, исходя из того, что Рауль д'Эстре был маршалом еще в 1282 году, а Ланселот де Сен-Маар — на Пятидесятницу 1278 года. Поскольку во Франции, как считается, в XIII веке было только две маршальских должности, по мнению Пинара Ферри де Вернёй не мог стать маршалом ранее 1278 года, и не мог им быть после 1283 года, когда в этой должности впервые упоминаются Гийом V дю Бек-Креспен и Жан II д'Аркур.
Происхождение, родственные связи и герб Ферри де Вернёя неизвестны.